# Sieben Sendschreiben

Als die Sieben Sendschreiben werden sieben Briefe bezeichnet, die in der Offenbarung des Johannes im 2. und 3. Kapitel überliefert sind. Dem Textduktus nach sind sie Johannes, dem Verfasser der Offenbarung, von Jesus Christus auf der Insel Patmos diktiert worden, um verschiedene frühchristliche Gemeinden zu ermutigen und zu ermahnen.
Alle sieben adressierten Gemeinden lagen in der römischen Provinz Asia, auf dem Gebiet der heutigen Türkei.

## Die Sieben Sendschreiben im Einzelnen

### Brief an die Gemeinde in Ephesus
Bekannteste Aussage: „Aber ich habe gegen dich, daß du deine erste Liebe verlassen hast. Denke nun daran, wovon du gefallen bist, und tue Buße und tue die ersten Werke!“ (Offb 2,4–5 )
Die am Meerhafen gelegene wichtige Stadt für Wirtschaft und Militär bot mannigfaltige Versuchungen. Die in der Stadt abgehaltenen Asiatischen Spiele waren eine wichtige Konkurrenz zu den olympischen und korinthischen Wettkämpfen. Die Gemeinde in Ephesus ist nach ihrer Gründung zwischen 52 und 55 durch Paulus standhaft geblieben, hat aber mit der Zeit ihre erste Liebe zu Christus verloren und war daher für Ideologien anfällig. Daher richtete der Herr den Aufruf an die Gemeinde, doch zu bedenken, wovon sie abgefallen sei und dass sie umkehren soll. Die Formulierung „dies sagt der, welcher“ lehnt sich sprachlich an offizielle amtliche Verlautbarungen an und unterstreicht die Majestät des Herrn, welcher Johannes den Text der Sendschreiben im Geist vorgelegt hat.

### Brief an die Gemeinde in Smyrna
Bekannteste Aussage: „Ich kenne deine Bedrängnis und deine Armut – du bist aber reich“  (Offb 2,9 ) und „Sei getreu bis an den Tod, so will ich dir die Krone des Lebens geben.“ (Offb 2,10 )
Der Herr erkannte die Verfolgung und die äußere Armut der Gemeinde. In keiner anderen der sieben Sendschreiben-Städte war die Verfolgung gegenüber den Christen so hartnäckig und brutal und sie hielt lange an. Mitte des zweiten Jahrhunderts wurde hier Polykarp von Smyrna umgebracht. In Smyrna gab es Leute, die sich Juden nannten, es aber nicht waren, und die Christen verfolgten. Jedes Jahr mussten die Einwohner dem Kaiser über den Kaiserkult Huldigung erweisen. Dadurch wurde diese an und für sich nicht bestrittene Ehrenbezeugung zu einem Verstoß gegen die Gewissensfreiheit der Christen. Die Verfolgung war derart intensiv, dass es keine Quellen gibt, die näher über die Umstände der christlichen Gemeinde berichten könnten. Heute sollen sich in der inzwischen Izmir genannten Stadt rund ein Drittel der Bevölkerung zum Christentum bekennen.

### Brief an die Gemeinde in Pergamon
Bekannteste Aussage: „Ich weiß, wo du wohnst: da, wo der Thron des Satans ist; und du hältst an meinem Namen fest und hast den Glauben an mich nicht verleugnet.“ (Offb 2,13 )
Pergamon war zu jener Zeit geprägt vom römischen Imperialismus, dem stolzen Intellektualismus und dem religiösen Synkretismus. Trotzdem hat die Gemeinde ihr Vertrauen auf Jesus Christus nicht verleugnet. Kritisiert wird, dass einige Christen an den Irrlehren von Bileam und den Nikolaiten festhalten. Gegenüber der großen Versuchung bleibt die Gemeinde standhaft, deshalb versucht der Widersacher, sie durch die Nebeneingänge zu schlagen. Der Herr droht den Irrlehrern und fordert sie zur Umkehr auf. Der Bileamismus führt zu einer solchen Art von Vermischung zwischen den Christen und den Heiden, welche zum Untergang der christlichen Gemeinde führt. James Allen sieht im Nikolaitentum Ansätze zum Klerikalismus. Die Leiterschaft in der Gemeinde soll hier anstatt der biblischen Vorgaben für einen kleinen Kreis von Ältesten durch ein hierarchisches Amtssystem abgelöst werden.

### Brief an die Gemeinde in Thyatira
Bekannteste Aussage: „Aber ich habe gegen dich, dass du Isebel duldest, diese Frau, die sagt, sie sei eine Prophetin, und lehrt und verführt meine Knechte, Hurerei zu treiben und Götzenopfer zu essen.“  (Offb 2,20 )
Thyatira hat mit der subtilsten und gefährlichsten Art der Versuchung für die christliche Gemeinde zu kämpfen. Eine falsche Prophetin erlangt eine hohe soziale Stellung, verführt viele Christen und dreht die ganze Gemeinde in eine gefährliche Richtung. Dennoch gibt es Lob, weil in der Gemeinde auch Glaube, Dienst und Standhaftigkeit zu erkennen ist. Der Herr macht zu Beginn des Schreibens zuerst Seine Allgegenwart, Allwissenheit und Allmächtigkeit deutlich. (Offb 2,18 ) Er fordert die Gemeinde auf, an dem festzuhalten, was sie schon erreicht hat. (Offb 2,18 )

### Brief an die Gemeinde in Sardes
Bekannteste Aussage: „Du hast den Namen, dass du lebst, und bist tot. Werde wach und stärke das andre, das sterben will, denn ich habe deine Werke nicht als vollkommen befunden vor meinem Gott.“ (Offb 3,1–2 )
Die christliche Gemeinde in Sardes erlag einer Selbsttäuschung. Ihre Werke galten vor Gott als nicht vollkommen. Die Überwindung ist eine Voraussetzung, als Christ ewiges Leben zu erhalten. (Offb 3,5 ) Der Brief ist ein Aufruf zur Umkehr und Standhaftigkeit. Die Stadt galt zu jener Zeit als vergnügungssüchtig und es gab Ausschweifungen im Namen der Religion. Zusammen mit Laodizäa gehört Sardes zu den einzigen der sieben Gemeinden, die in den Sendschreiben kein Lob erhalten. Sardes ist Erinnerung und Mahnung zugleich, dass es ein rein äußerliches Christentum geben kann, das aber geistlich tot ist und in den Augen Gottes nichts gilt.

### Brief an die Gemeinde in Philadelphia
Bekannteste Aussage: „Siehe, ich habe vor dir eine Tür aufgetan, und niemand kann sie zuschließen“ (Offb 3,8 ).
Die christliche Gemeinde in Philadelphia ist zwischen 52 und 55 n. Chr. entstanden, eventuell durch Paulus selber. Die Stadt war zu jener Zeit ein Zentrum des Weinbaus und die modernste der sieben Sendschreiben-Städte. Der Boden war aufgrund von Vulkanasche sehr fruchtbar. Zu Ehren des Weingottes Dionysos wurden wilde Orgien gefeiert. In einem solchen Umfeld war es für die junge christliche Gemeinde schwierig zu bestehen. Zudem wurde sie aus denjenigen gesellschaftlichen Kreisen angegriffen, die sich selber als Juden verstanden, es aber offenbar nicht waren. Der Herr hatte im Brief lobende Worte für die standhafte Gemeinde. Mit dem Ausdruck große Versuchung ist vermutlich die Zeit der großen Trübsal gemeint.

„Weil du dich an meine Aufforderung gehalten hast, standhaft zu bleiben, werde auch ich zu dir halten und dich bewahren, wenn die große Versuchung über die Welt hereinbricht, jene Zeit, in der die ganze Menschheit den Mächten der Verführung ausgesetzt sein wird.“

### Brief an die Gemeinde in Laodizea
Bekannteste Aussage: „Und an den Engel der Gemeinde in Laodizea schreibe: Der, der treu ist, der vertrauenswürdige und zuverlässige Zeuge, der Ursprung von allem, was Gott geschaffen hat – der lässt ´der Gemeinde` sagen: Ich weiß, wie du lebst und was du tust; ich weiß, dass du weder kalt noch warm bist. Wenn du doch das eine oder das andere wärst! Aber weil du weder warm noch kalt bist, sondern lauwarm, werde ich dich aus meinem Mund ausspucken. (Offb 3,14–16 )“ und „Siehe, ich stehe vor der Tür und klopfe an.“ (Offb 3,20 ).
In der Gemeinde von Laodizea war der geistliche Tod eingetreten, obwohl nach außen hin alles gut geregelt war. Die reichste Stadt von Phrygien lag strategisch günstig: Banken, Medizin (z. B. Augenheilkunde) und Textilgewerbe (schwarze Wolle aus dem Lykos-Tal) standen in Hochblüte. Daraus hatte sich eine satte Selbst-Zufriedenheit ergeben, die auch vor den Christen nicht Halt machte. Der Herr empfahl den Laodizenern dringend, reines Gold zu kaufen, Gold im geistlichen Sinn. Die laodizenische Gemeinde des ersten Jahrhunderts trug Kennzeichen an sich, welche die christlichen Gemeinden aller Jahrhunderte aufweisen. Benedikt Peters sieht hier den Synkretismus am Werk. Der Brief erwähnt den Aufruf des Herrn, dass er aufdeckt, was bei diesen Leuten verkehrt sei.
Laodizea war so reich, dass die Bürger die Stadt nach einem Erdbeben 60 n. Chr. ohne Hilfe des römischen Zentralstaats alleine wieder aufbauen konnten, insbesondere die kilometerlangen Wasserleitungen. Der christlichen Gemeinde wurde im Brief implizit vorgeworfen, dass sie so lau sei wie das von weitem herangeführte Trinkwasser. Die Gemeinde wurde zwischen 52 und 55 nach Christus gegründet, wahrscheinlich durch Epaphras. Die Abfassung des Briefes der Offenbarung des Johannes und damit auch der Brief an die Gemeinde an Laodizea wird auf die 90er Jahre des ersten Jahrhunderts nach Christus geschätzt. Den Christen wird im Brief vorgeworfen, dass sie armselig, bemitleidenswert, arm, blind (und das in der Welthauptstadt der Augensalben) und nackt sind.

## Der literarische Charakter
Innerhalb der Offenbarung des Johannes nehmen die Sendschreiben (Offb 2 und 3) literarisch eine Sonderstellung ein. Sie sind keine Visionen, sondern (fiktive) Briefe an historisch konkrete Gemeinden. Die Gemeinden erhalten Lob (vor allem die Gemeinde von Philadelphia) und Tadel (vor allem die Gemeinde von Laodizea). Ihre Situation ist durch Repressionen durch den Staat, abweichende Lehre und drohende Spaltung gekennzeichnet. Die Siebenzahl der Gemeinden verweist darauf, dass für den Verfasser der Offenbarung die konkreten Gemeinden auch repräsentativ für alle christlichen Gemeinden stehen. Sprache und Sprachrhythmus legen für manche Forscher den Schluss nahe, dass die Sendschreiben – wie Anfang und Schluss des ganzen Buches – auf einen abschließenden Redaktor der Offenbarung zurückgehen.

## Auslegungsgeschichte

### Epochen der Kirchengeschichte
Seit dem Hochmittelalter werden die Sendschreiben vor allem von kirchenkritischen Theologen auf sieben Zeitalter der Welt- und Kirchengeschichte gedeutet. Vorher waren die Drei- und die Vierteilung der Weltgeschichte verbreitet. Allen diesen Auslegungen gemeinsam ist eine starke Naherwartung des Gerichtes und des Neuen Jerusalems. Daher entspricht die Gegenwart der meisten Ausleger in der Regel der sechsten oder siebenten Gemeinde der Sendschreiben.
In der Wirkungsgeschichte Joachim von Fiores (um 1130/1135–1202) benutzt Fra Dolcino († 1307), der Anführer der militanten und als Häretiker verurteilten Apostelbrüder, die sieben Sendschreiben bzw. die sieben Engel der Gemeinden um eine Gliederung für seine Geschichtstheologie zu erhalten. Die Engel stellen jeweils einen Initiator einer Heilszeit dar. Sich selber sah Dolcino als Engel von Thyatira; der siebente Engel (Philadelphia) wird nach Dolcino der zu erwartende Engelspapst der Zukunft sein.

#### Protestantismus
Bei reformierten Theologen des 16. Jahrhunderts etabliert sich die Einteilung der Kirchengeschichte in sieben Zeitalter. Der u. a. in Bremen und Leiden tätige Theologe Johannes Coccejus (1603–1659) gliedert unter Einfluss von Johann Lampadius (1569–1621) nach den Sendschreiben die Kirchengeschichte in sieben Perioden (aetates ecclesiae). Beginnend bei der Kirche der ersten Apostel, gefolgt von der Kirche der Märtyrer sind die nächsten vier Perioden stark vom Gegenüber zum Papsttum und zur römischen Kirche geprägt. Das letzte, für Coccejus gegenwärtig anbrechende Zeitalter, stellt sich als Blütezeit der Kirche einschließlich der Zuwendung von Juden und Moslems zum Christentum dar. Nach diesem Zeitalter, so Coccejus, wird Christus zum Gericht wiederkommen.
Im 17. Jahrhundert deuten Campegius Vitringa der Ältere, der Calvinist Thomas Brightman (1557–1607), im 18. Jahrhundert Elias Eller und am Anfang des 20. Jahrhunderts der Dispensationalist Cyrus I. Scofield (1843–1921) die Sendschreiben auf Epochen der Kirchengeschichte. Gegen diese Auslegung wandte sich besonders Johann Albrecht Bengel, der die Sendschreiben konsequent historisch auf die sieben Gemeinden bezieht.
| Gemeinde     | Dolcino (um 1300) | Lampadius (um 1600)               | Coccejus (um 1665)                | Scofield (20. Jh.)                         | Brightman (17. Jh.)                                 |
| ------------ | ----------------- | --------------------------------- | --------------------------------- | ------------------------------------------ | --------------------------------------------------- |
| Ephesus      | Benedikt          | von 70 bis Konstantin             | apostolische Zeit (bis 70)        | apostolische Zeit                          | vorkonstantinische Zeit                             |
| Smyrna       | Dominikus         | bis zur Zerstörung des Ostreiches | Christenverfolgung                | Christenverfolgung                         | 313–81 Konstantin bis Gratian, Kampf mit Arianismus |
| Pergamon     | Segarelli         | bis zu Karl dem Großen            | Konstantin bis Ludwig IV, 14. Jh. | Konstantinische Staatskirche               | 382–1300 Aufsteigendes Papsttum                     |
| Thyatira     | Dolcino selbst    | bis zu Gregor VII.                | Antichristliches Papsttum         | Zeit des Papsttums                         | 1300–1520 Kampf mit dem Katholizismus               |
| Sardes       |                   | bis zu Adolf von Nassau           | Reformation                       | protestantische Reformation                | Reformation Luthers                                 |
| Philadelphia | Engelspapst       | bis zur Reformation               | Dreißigjähriger Krieg             | Gemeinde, die sich zum Wort Gottes bekennt | Genfer Reformation                                  |
| Laodizea     |                   | seit 1519                         | Blütezeit der Kirche              | selbstzufriedene Namenschristenheit        | Church of England des 17. Jh.                       |

### Historisch-kritische Auslegungen
In seiner wirkungsreichen Schrift von 1904 über die Sendschreiben zeigt William M. Ramsay viele historische Bezüge der Sendschreiben zu den lokalen Begebenheiten der Adressatengemeinden auf. Dieser Zugang prägte die Forschung zur Johannesoffenbarung und wurde positiv weitergeführt. Ramsay vernachlässigte nach Ansicht heutiger Forscher offensichtliche alttestamentlichen Bezüge (z. B. in den Christusattributen zu Beginn der jeweiligen Sendschreiben).